# Campodea maestrazgoensis
Campodea maestrazgoensis es una especie de hexápodo dipluro cavernícola de la familia Campodeidae. Es endémica del noreste de la península ibérica (España).